# Cluny - La Sorbonne (métro de Paris)
Pour les articles homonymes, voir Cluny et La Sorbonne.
Cluny - La Sorbonne est une station de la ligne 10 du métro de Paris, située dans le 5e arrondissement de Paris.

## Situation
La station est établie au cœur du Quartier latin, sous le boulevard Saint-Germain, entre le boulevard Saint-Michel et la rue Saint-Jacques. Approximativement orientée selon un axe est-ouest, elle s'intercale entre les stations Odéon et Maubert - Mutualité. Elle est traversée par un raccordement de service avec la ligne 4, située quelques centaines de mètres à l'ouest.

## Histoire

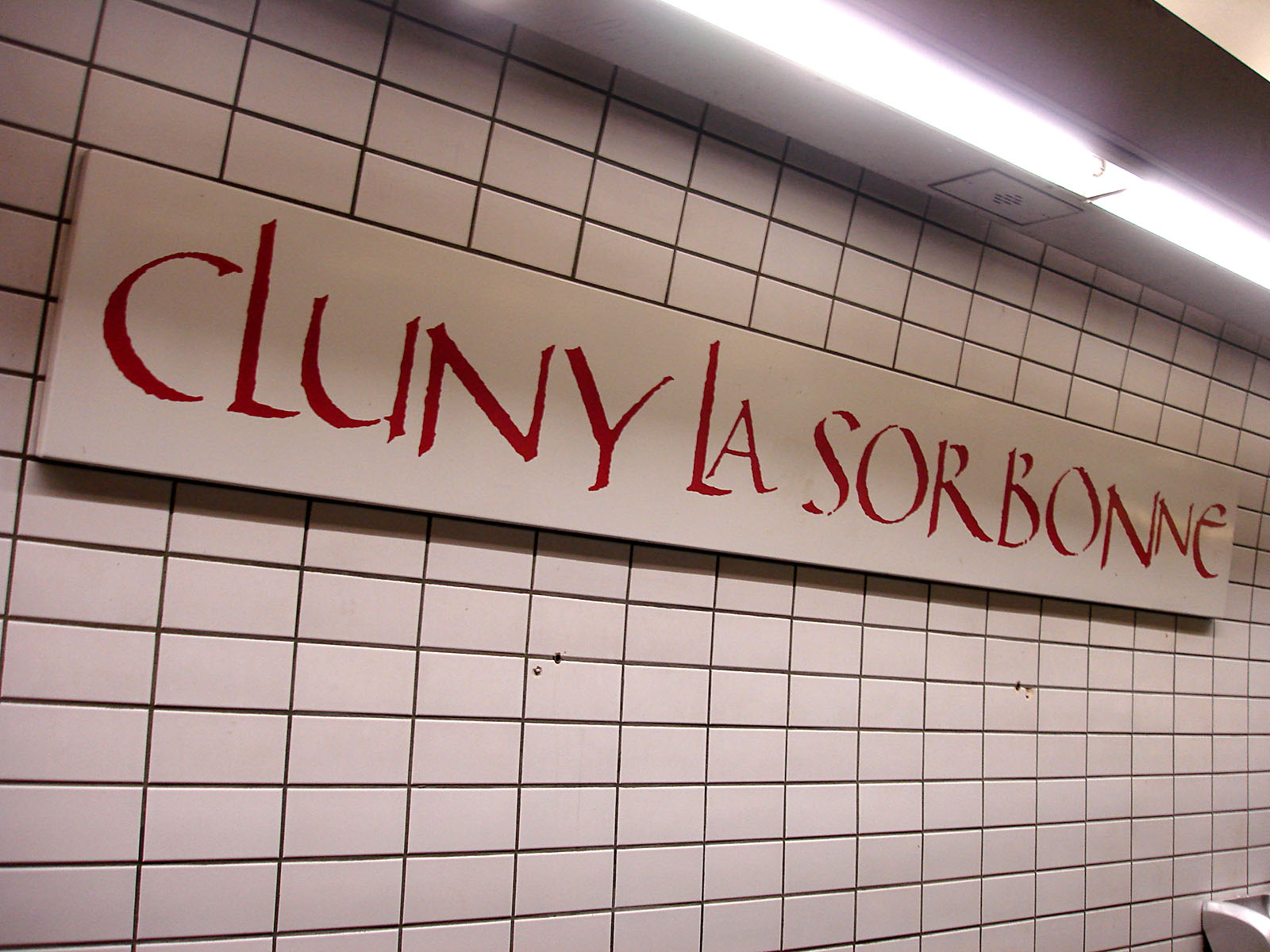
Détail de la typographie originale du nom de la station.

La station est ouverte le 15 février 1930 avec la mise en service du prolongement oriental de la ligne 10 depuis Odéon jusqu'à Place d'Italie (partiellement cédé à la ligne 7 l'année suivante).
Initialement baptisée Cluny, elle doit cette dénomination au musée de Cluny dont elle assure la desserte, lequel fut aménagé en 1844 au sein d'un ancien hôtel particulier du XIIIe siècle : l'hôtel de Cluny, nommé d'après les abbés de l'ordre de Cluny.
La station est fermée le 2 septembre 1939, au début de la Seconde Guerre mondiale, de même que de nombreux autres points d'arrêt du réseau dans le cadre du plan gouvernemental prévoyant un service réduit sur le réseau métropolitain, qui ne laisse subsister, par mesure d'économie, que 85 stations ouvertes. Si la plupart reprennent du service à l'issue du conflit, la réouverture de Cluny, de même que huit autres stations du réseau, n'est pas décidée en raison de sa faible fréquentation, laquelle est la conséquence de sa trop grande proximité avec les stations encadrantes Odéon et Maubert - Mutualité. Elle devient alors une « station fantôme » où les rames ne marquent plus l'arrêt.
Elle rouvre finalement le 15 décembre 1988 afin de permettre une correspondance avec les lignes B et C du réseau express régional d'Île-de-France, à la gare voisine de Saint-Michel - Notre-Dame, le point d'arrêt de la ligne B étant inauguré la même année. À cette occasion, la station est entièrement rénovée et change de nom au profit de Cluny - La Sorbonne afin de marquer sa proximité avec le célèbre bâtiment. Sa modernisation entraîne la disparition des faïences biseautées d'origine dans le style d'entre-deux-guerres de l'ex-CMP sur les quais, décoration caractérisée par des cadres publicitaires de couleur miel à motifs végétaux et le nom de la station incorporé dans la céramique des piédroits.

Selon les estimations de la RATP, la station a vu entrer 2 232 036 voyageurs en 2019, ce qui la place à la 232e position des stations de métro pour sa fréquentation sur 302,. En 2020, avec la crise du Covid-19, son trafic annuel tombe à 842 980 voyageurs, la reléguant alors au 261e rang,, avant de remonter progressivement en 2021 avec 1 261 818 entrants comptabilisés, ce qui la classe à la 256e position des stations du réseau pour sa fréquentation cette année-là, toujours sur 304.

## Services aux voyageurs

### Accès
La station dispose de trois accès, chacun constitué d'un escalier fixe agrémenté d'une balustrade de type Dervaux :
- l'accès 1 « Boulevard Saint-Michel » débouchant à l'angle des boulevards Saint-Germain et Saint-Michel au droit de la rue de la Harpe ;
- l'accès 2 « Boulevard Saint-Germain - Musée du Moyen-Âge » se trouvant à l'angle des mêmes boulevards face au musée de Cluny. Cet accès est le plus direct pour les entrées de la Sorbonne, du Musée de Cluny et du square Samuel-Paty via la rue Du Sommerard et la place Paul-Painlevé.
- l'accès 3 « Rue Saint-Jacques », orné d'un candélabre Dervaux, se situant à l'angle du boulevard Saint-Germain (côté pair) et de la rue Saint-Jacques.

Accès à la station
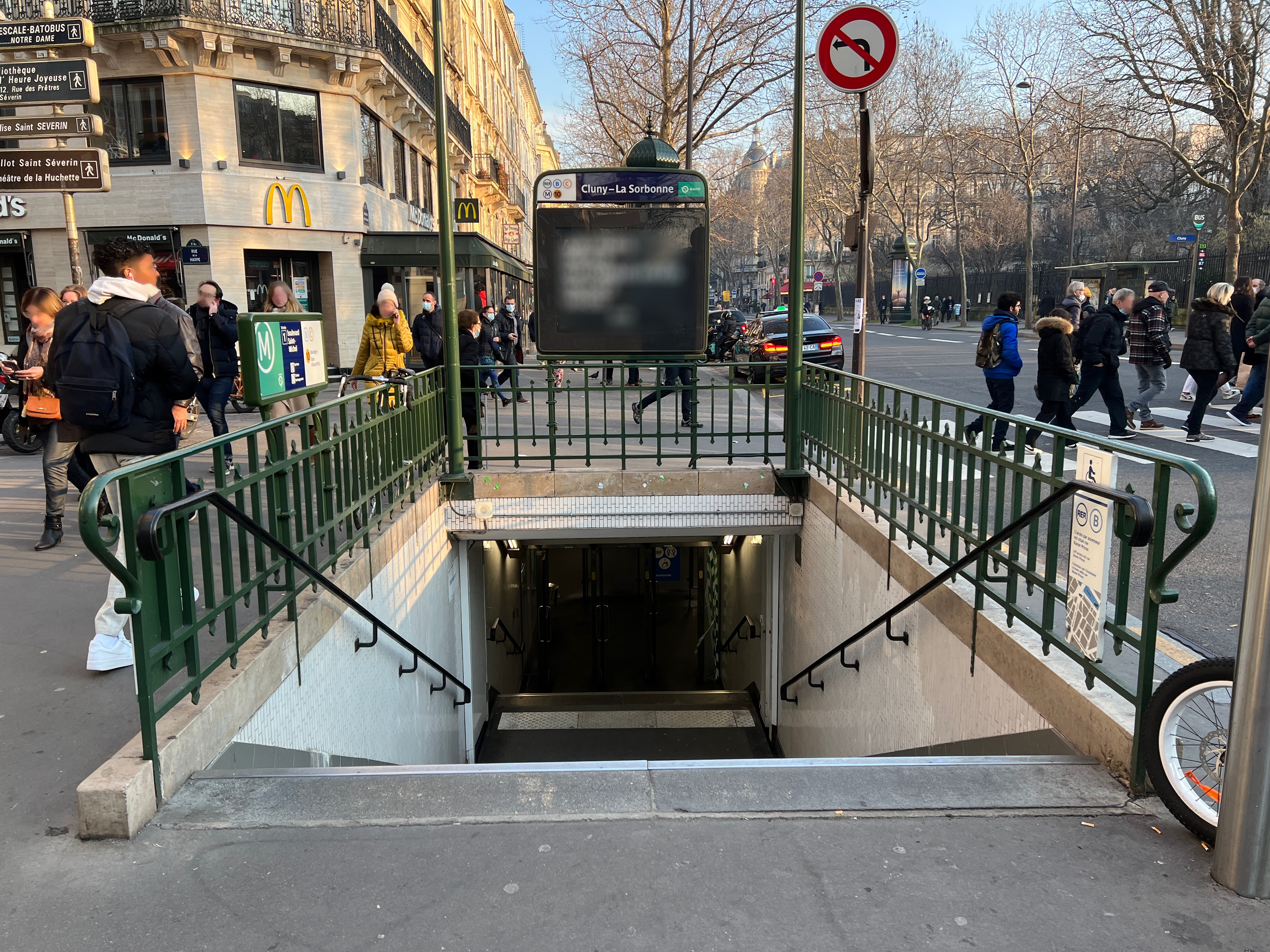
L'accès no 1 « Boulevard Saint-Michel ».
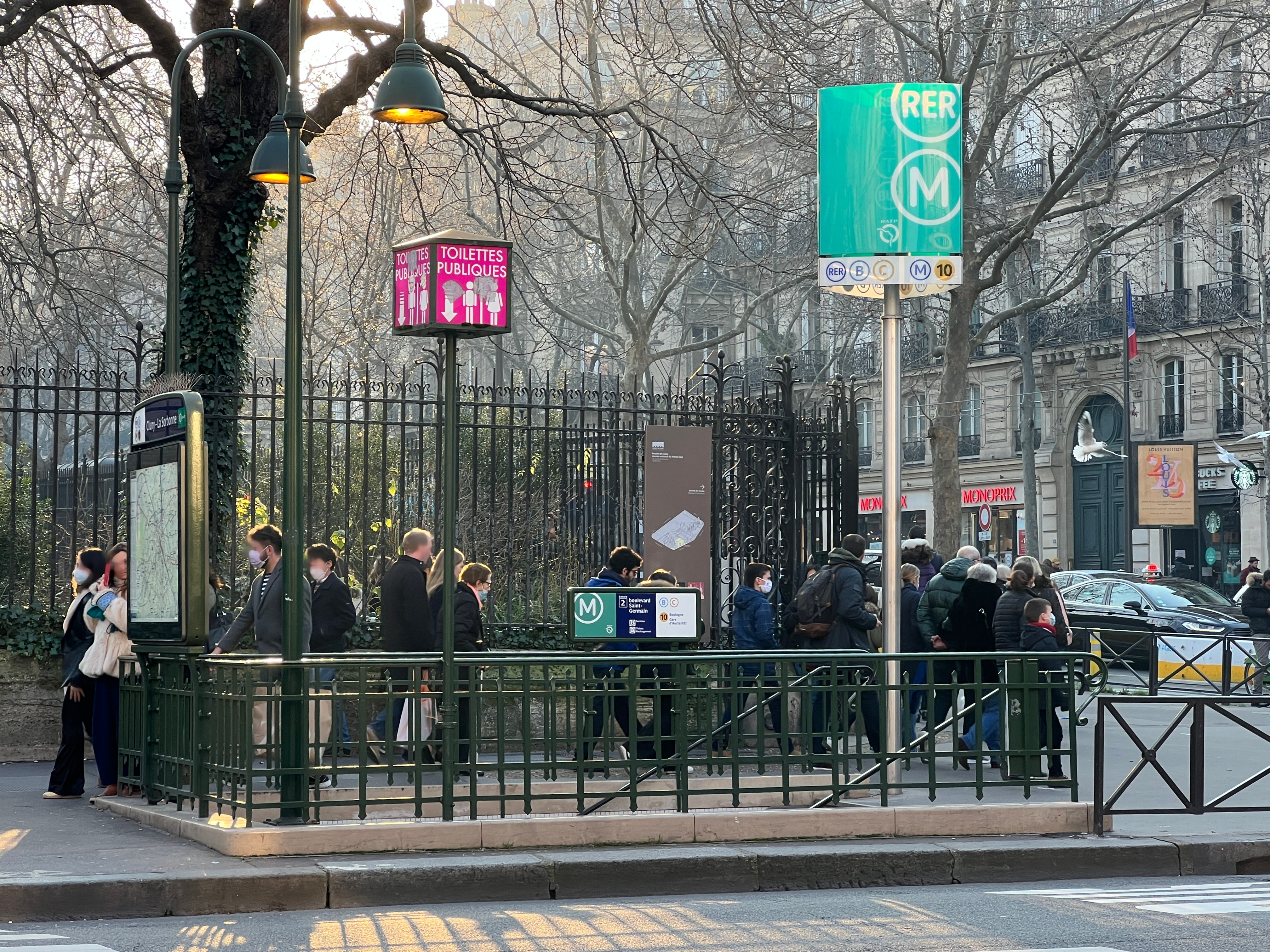
L'accès no 2 « Boulevard Saint-Germain ».
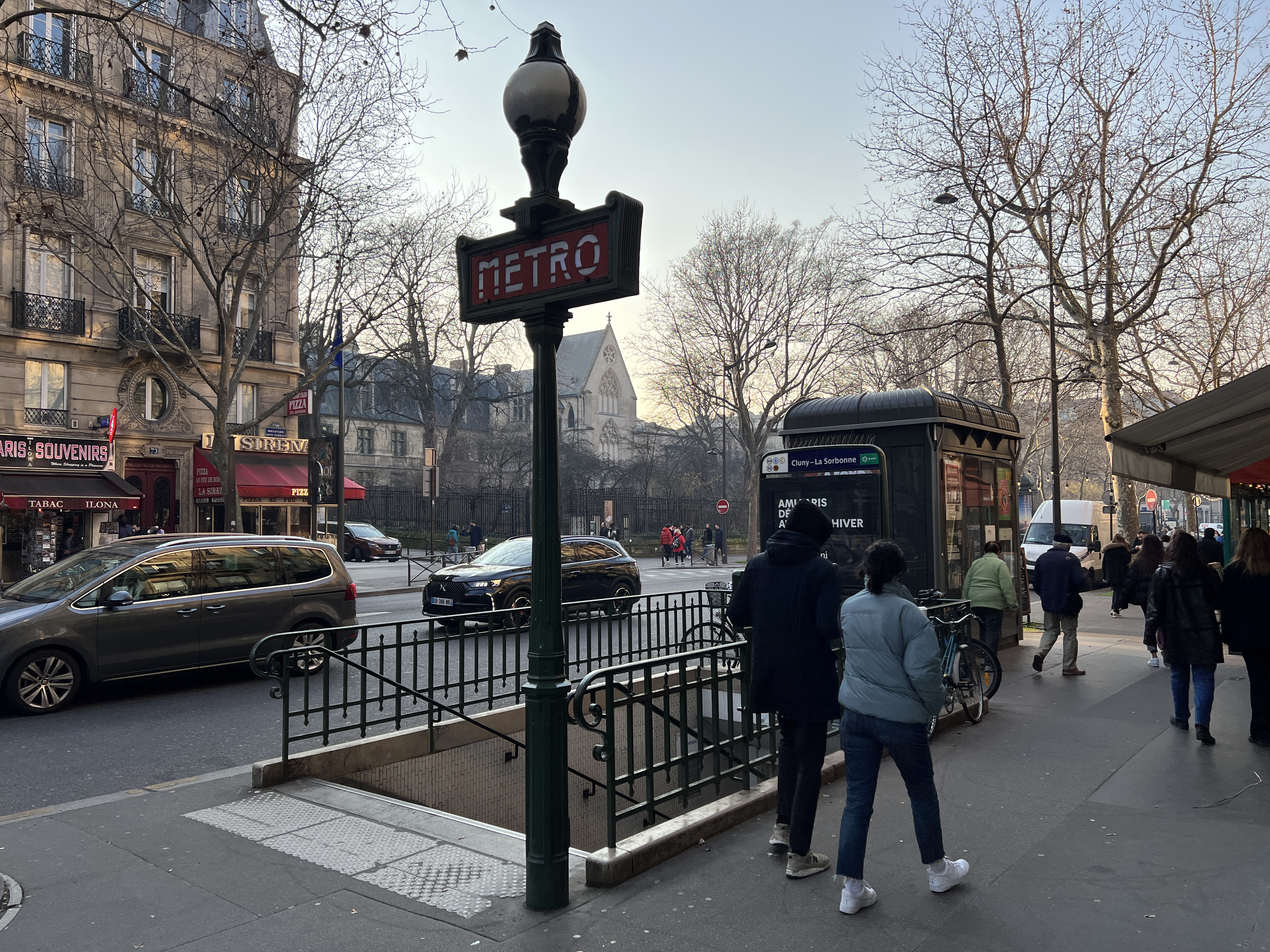
L'accès no 3 « Rue Saint-Jacques ».

Dans le couloir de correspondance avec le RER sont installées deux mosaïques monumentales en céramique, réalisées par l'artiste peintre français Claude Maréchal entre 1985 et 1988 à la suite d'un concours organisé par la RATP.

### Quais
Cluny - La Sorbonne est une station de configuration particulière : elle possède deux quais séparés par trois voies sous une voûte elliptique, disposition unique que l'on ne retrouve nulle part ailleurs sur le réseau. La voie centrale, dépourvue de quai, est l'amorce d'un raccordement de service avec la ligne 4, laquelle donne correspondance avec la ligne 10 à la station Odéon, relativement proche.
La voûte de la station est peinte en blanc et ornée de mosaïques intitulées Les Oiseaux du peintre français Jean Bazaine, accompagnées des signatures, également en mosaïque, d'étudiants célèbres de la Sorbonne, parmi lesquels des écrivains renommés tels que Racine, Molière, Jules Michelet, Victor Hugo, ou encore Arthur Rimbaud. Les carreaux en céramique, blancs, sont plats, posés horizontalement et alignés sur les tympans et les piédroits, ces derniers étant verticaux sur leur partie basse et démunis de publicités. L'éclairage est assuré par des bandeaux rectangulaires gris clair fixés à la limite entre les piédroits et la voûte sur lesquels est projetée la lumière ; le nom de la station est inscrit selon une police de caractères pseudo-manuscrite — inhabituelle dans les stations du métro de Paris — en lettres rouges sur plaques émaillées blanches. Les quais sont équipés de banquettes grises.

### Intermodalité
La station est en correspondance avec les lignes B et C du RER à la gare de Saint-Michel - Notre-Dame. En outre, il est possible de rejoindre, par l'intermédiaire de cette dernière ligne, la station Saint-Michel sur la ligne 4 du métro ; cette interconnexion indirecte n'est toutefois pas indiquée par la RATP compte tenu de la présence d'une correspondance plus directe avec cette même ligne 4 à la station voisine Odéon.
La station est également desservie par les lignes 21, 27, 38, 47, 63, 75, 86, 87 et 96 du réseau de bus RATP. Elle est de plus desservie par la ligne à vocation touristique Tootbus Paris. En outre, elle est desservie la nuit par les lignes N12, N13, N14, N15, N21, N22 et N122 du réseau de bus Noctilien.

## À proximité
- Quartier latin
- Collège de France
- Musée de Cluny
- Sorbonne
- Lycée Louis-le-Grand
- Lycée Saint-Louis
- Église Saint-Séverin
- Square Samuel-Paty
- Cinémas Le Champo et Reflet Médicis